# Oliva (Valencia)
Oliva es un municipio de la Comunidad Valenciana, España. Está situado en el sureste de la provincia de Valencia, en la comarca de la Safor, limitando con la provincia de Alicante. Cuenta con 26 122 habitantes (INE 2024).

## Toponimia
El topónimo proviene del árabe اوربة (Awraba), de posible origen prerromano. Posteriormente se la denominó Awriba o Awruba, y en valenciano alternaron los términos Oriva y Oliva hasta el siglo XVI, prevaleciendo este último finalmente.

## Geografía
El municipio de Oliva está situado en el límite meridional de la provincia de Valencia. Por su relieve geográfico se puede dividir en tres zonas. La montaña es toda ella de dominio cretácico y la prefiguran varios pliegues de orientación bética, SO-NE, prolongaciones de las sierras Gallinera y Mustalla. En la primera de ellas se encuentran las mayores alturas del término: Pla del Frares (464 m s. n. m. máxima altura del término) y Covatelles (365 m) están catalogados como parque público natural protegido y entre estas dos cimas encontramos la Font de Maria Rosa; Tossal Gros (293 m), Cavall Bernat (206 m), Penya de l’Àguila (170 m).
En la segunda, situada en el extremo meridional, destacan:
Pla de Carritxar (249 m) en su cima presenta una depresión que almacena el agua de lluvia y en sus orillas se desarrollan plantas pertenecientes a zonas húmedas como el Carrizo Phragmites australis (por ello su nombre de Carritxar). Lloma d’Enmig (238 m), Penyalba (154 m).
La zona central, entre la montaña y la costa, está formada por un llano cuaternario fruto de la sedimentación de materiales erosionados y arrastrados por las aguas; la mayoría de los sedimentos, sobre todo los ocupados hoy por la huerta, corresponden al Pleistoceno. Junto a las zonas pantanosas los materiales son más recientes, del Holoceno. La tercera zona está todavía en fase de desecación y la ocupan los marjales.
La costa, que se extiende a lo largo de 8,8 km, es baja y arenosa, con playas de arenas finas en toda su longitud, excepto en el extremo más meridional, en donde comienza la provincia de Alicante. Parte de su término municipal está integrado en el parque natural del Marjal de Pego-Oliva.
Localidades limítrofes
|                                             | Norte: Alquería de la Condesa, Piles |                        |
| Oeste: Fuente Encarroz, Villalonga, Adsubia |                                      | Este: Mar Mediterráneo |
|                                             | Sur: Denia, Pego                     |                        |

### Hidrografía
Carece de grandes corrientes de agua: el río Gallinera se perdía antes de llegar al mar, en la actualidad esta encauzado hasta el mar; el río Bullent, conocido también como riu de la Revolta, sirve de límite natural con el término de Pego, y, tras recibir las aguas del Racons, se convierte en el río Molinell, que divide los términos de Oliva y Denia antes de desembocar en el Mediterráneo. Entre sus barrancos cabe citar los del Carritxar, Benirrama y Elca; entre sus 42 fuentes; unas canalizadas por urbanización otras por ser trasformadas por motor de riego y otras casi desaparecidas por el paso del tiempo destacan las de Sant Antoni, Font de Maria Rosa, Font del Rubiol, Puça, del Garrofer y de L’Om.

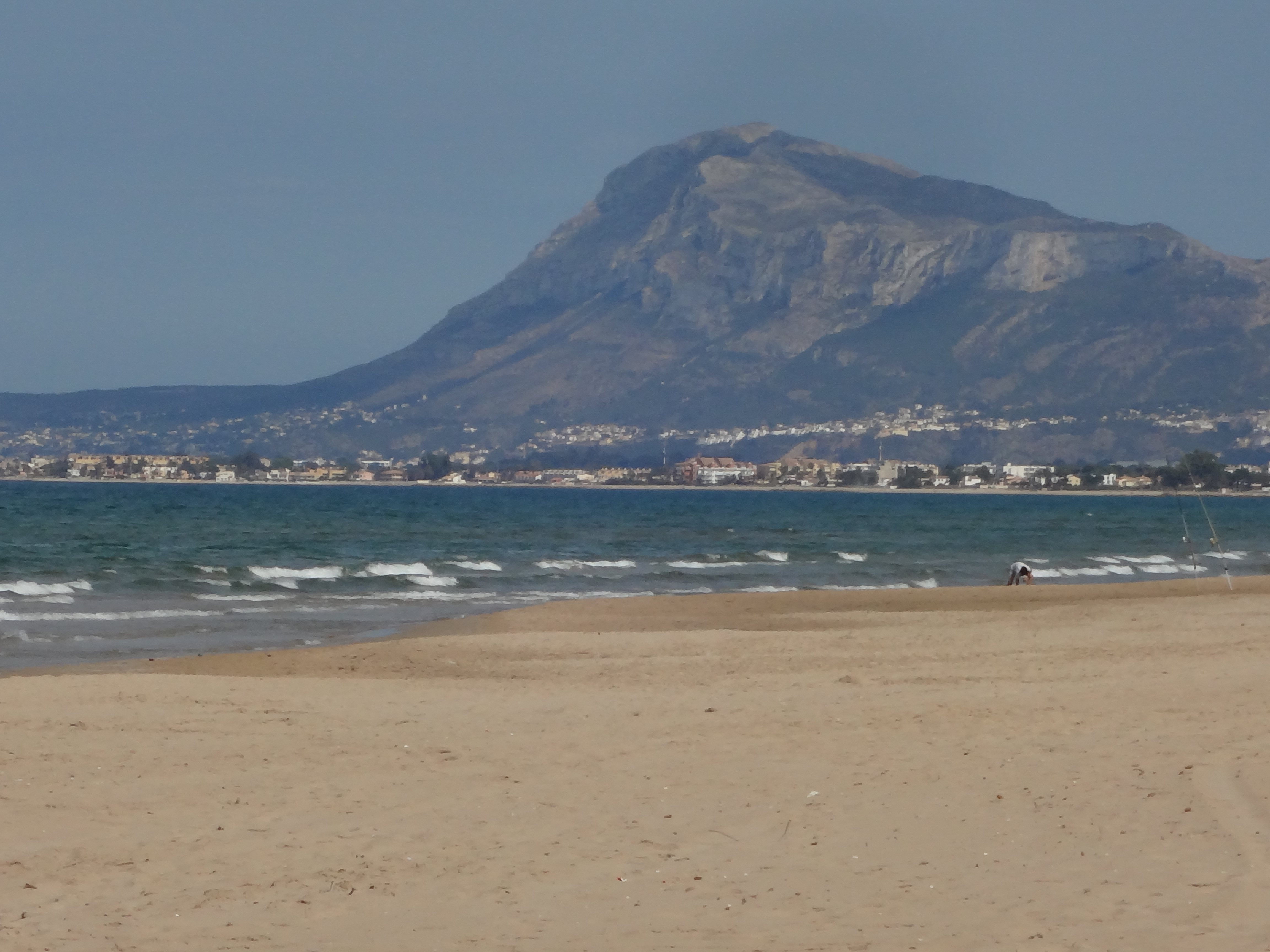
El Mediterráneo y playa en Oliva

### Clima

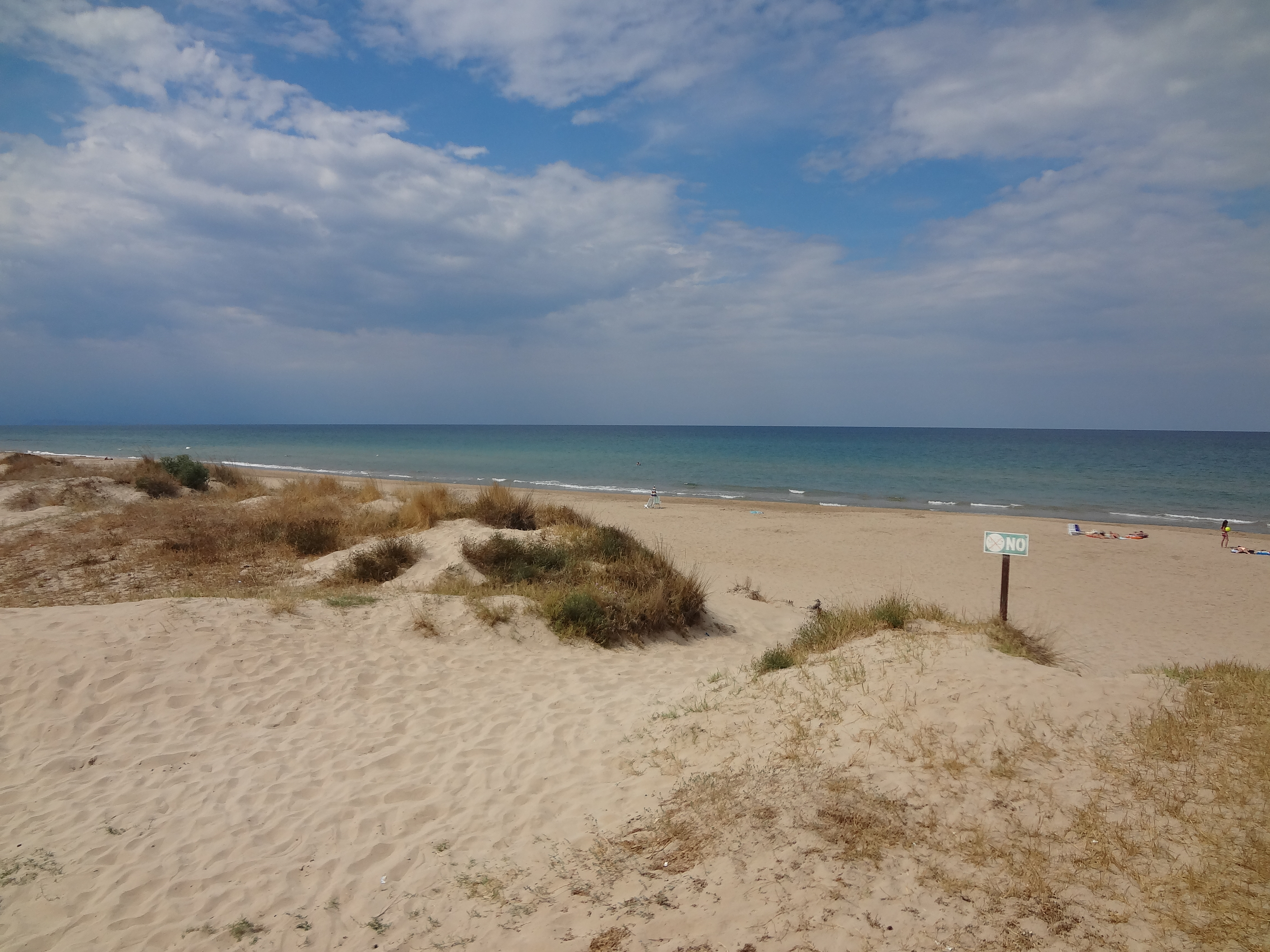
Mar Mediterráneo en la playa de Oliva

El clima es subtropical-mediterráneo (clasificación climática de Köppen: CSa), con más de 230 días con máximas superiores a los 20 °C. Los inviernos son suaves y los veranos son cálidos. Las temperaturas máximas durante el invierno oscilan entre 16 y 21 °C mientras que las máximas durante el verano oscilan entre 29 y 33 °C. En ocasiones puntuales a consecuencia de las olas de frío, las temperaturas pueden bajar de 5 °C. Tanto las heladas como la nieve son fenómenos casi desconocidos en la ciudad de Oliva. Las temperaturas por encima de 35 °C en verano son muy frecuentes. Durante las olas de calor (que ocurren al menos una vez al año) las temperaturas máximas suben a 39 °C o incluso más, pudiéndose sobrepasar 41 °C en alguna ola de calor intensa.
Las precipitaciones rondan entre los 500–800 mm anuales, teniendo una media de 753 mm (datos de AEMET), estas cifras varían según nos encontremos en ciclo seco o ciclo húmedo, siendo otoño el período más lluvioso gracias a los vientos de levante y gregal, propicios por borrascas pasajeras o ancladas en el entorno del mar de Alborán y verano el más seco. Oliva tiene muchas horas de sol anuales, con cielos carentes de lluvias durante más de 300 días al año. Oliva se encuentra en una zona propicia a las lluvias torrenciales causadas por la gota fría y ostenta el récord nacional de precipitación máxima en 24h con 817 mm, registrados el 3 de noviembre de 1987.
| Parámetros climáticos promedio de Oliva, Valencia, España                     | Parámetros climáticos promedio de Oliva, Valencia, España | Parámetros climáticos promedio de Oliva, Valencia, España | Parámetros climáticos promedio de Oliva, Valencia, España | Parámetros climáticos promedio de Oliva, Valencia, España | Parámetros climáticos promedio de Oliva, Valencia, España | Parámetros climáticos promedio de Oliva, Valencia, España | Parámetros climáticos promedio de Oliva, Valencia, España | Parámetros climáticos promedio de Oliva, Valencia, España | Parámetros climáticos promedio de Oliva, Valencia, España | Parámetros climáticos promedio de Oliva, Valencia, España | Parámetros climáticos promedio de Oliva, Valencia, España | Parámetros climáticos promedio de Oliva, Valencia, España | Parámetros climáticos promedio de Oliva, Valencia, España |
| Mes                                                                           | Ene.                                                      | Feb.                                                      | Mar.                                                      | Abr.                                                      | May.                                                      | Jun.                                                      | Jul.                                                      | Ago.                                                      | Sep.                                                      | Oct.                                                      | Nov.                                                      | Dic.                                                      | Anual                                                     |
| ----------------------------------------------------------------------------- | --------------------------------------------------------- | --------------------------------------------------------- | --------------------------------------------------------- | --------------------------------------------------------- | --------------------------------------------------------- | --------------------------------------------------------- | --------------------------------------------------------- | --------------------------------------------------------- | --------------------------------------------------------- | --------------------------------------------------------- | --------------------------------------------------------- | --------------------------------------------------------- | --------------------------------------------------------- |
| Precipitación total (mm)                                                      | 59.56                                                     | 65.66                                                     | 44.67                                                     | 57.96                                                     | 55.66                                                     | 27.05                                                     | 11.06                                                     | 27.31                                                     | 109.00                                                    | 98.66                                                     | 126.10                                                    | 70.88                                                     | 753.6                                                     |
| Días de precipitaciones (≥ 1 mm)                                              | 4.16                                                      | 3.71                                                      | 3.16                                                      | 3.80                                                      | 3.33                                                      | 1.72                                                      | 0.88                                                      | 1.58                                                      | 4.33                                                      | 4.20                                                      | 4.54                                                      | 4.39                                                      | 40.00                                                     |
| Días de nevadas (≥ 1 mm)                                                      | 0.0                                                       | 0.0                                                       | 0.0                                                       | 0.0                                                       | 0.0                                                       | 0.0                                                       | 0.0                                                       | 0.0                                                       | 0.0                                                       | 0.0                                                       | 0.0                                                       | 0.0                                                       | 0.0                                                       |
| Fuente: La información sobre las precipitaciones son de AEMET[cita requerida] |                                                           |                                                           |                                                           |                                                           |                                                           |                                                           |                                                           |                                                           |                                                           |                                                           |                                                           |                                                           |                                                           |

### Organización territorial
En el término municipal de Oliva se encuentra también el núcleo de población Platja d'Oliva referente a la zona de playa del municipio.

## Historia
Los primeros rastros de poblamiento humano que se han hallado en Oliva datan del Paleolítico Medio y provienen de la Cova Foradada. En ésta se han encontrado también materiales del Paleolítico Superior y la Edad del Bronce. Restos del Paleolítico y el Mesolítico se han encontrado también en el Collado. En la Edad del Bronce surgen poblados como Almuixich y el Pic dels Corbs. Destaca sobre todo el poblado del Castellar, ya de época ibérica. Se han encontrado además un buen número de restos e inscripciones romanos.

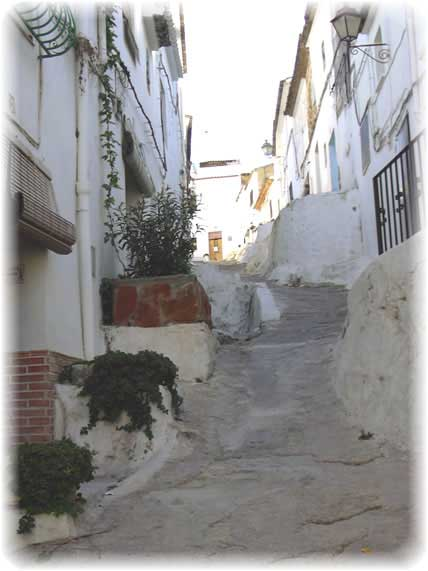
Calle de la Hoz

El origen de la población de Oliva es seguramente anterior a la conquista musulmana de la península ibérica, habiendo estado relacionada con la Awraba que cita Ibn al-Abbar. Según él, se trataba de un lugar cercano a Denia y dependiente de su taifa. A mediados del siglo XIII Jaime I la conquistó, respetando a la población musulmana y dándola en señorío a la familia Carròs, cuyo centro de poder estaba en el vecino castillo de Rebollet. Más tarde fue comprada por la familia Centelles, quienes la separaron del Rebollet y obtuvieron de Alfonso el Magnánimo en 1449 el título de Condado en la persona de Francesc Gilabert de Centelles. Este condado incluía Pego, Murla, Fuente Encarroz, Potríes, Hixber, Alquería Nueva y Rafelcofer. Serafín de Centelles la amuralló a mediados del siglo XV y su sobrino Francisco amplió la fortificación construyendo el palacio condal, como reza esta lápida que se conservaba en el mismo:

Munivit muris quondam Seraphinus Olivam, 
Franciscus muros muniit arce nepos 
muris ille quidem speciosam faecit, at iste 
formidandam hosti rediit ac stabilem. 
A coementis erectae turres et moenia. 
Anno Christi MDXV.
Fortificó con muros en otro tiempo Serafín a Oliva, 
Su sobrino Francisco fortificó los muros con un alcázar; 
quél con los muros la hizo bella; pero éste 
la hizo formidable al enemigo y la aseguró. 
Las torres y murallas fueron erigidas desde los cimientos 
el año de Cristo 1545
Teodoro Llorente, Valencia

Cuando en 1609 la expulsión de los moriscos deja secos los campos y villas valencianas, Oliva pasa por momentos difíciles, aun así, sin ser una de las poblaciones más afectadas.[cita requerida] Una descendiente de Francesc Gilabert de Centelles, Magdalena, se casó con el que luego sería duque de Gandía, Carlos de Borja. Con este matrimonio vino a formarse un solo señorío de gran extensión y riqueza, cuyos títulos acabarían recayendo en la casa de Benavente y finalmente en la casa de Osuna en 1777.

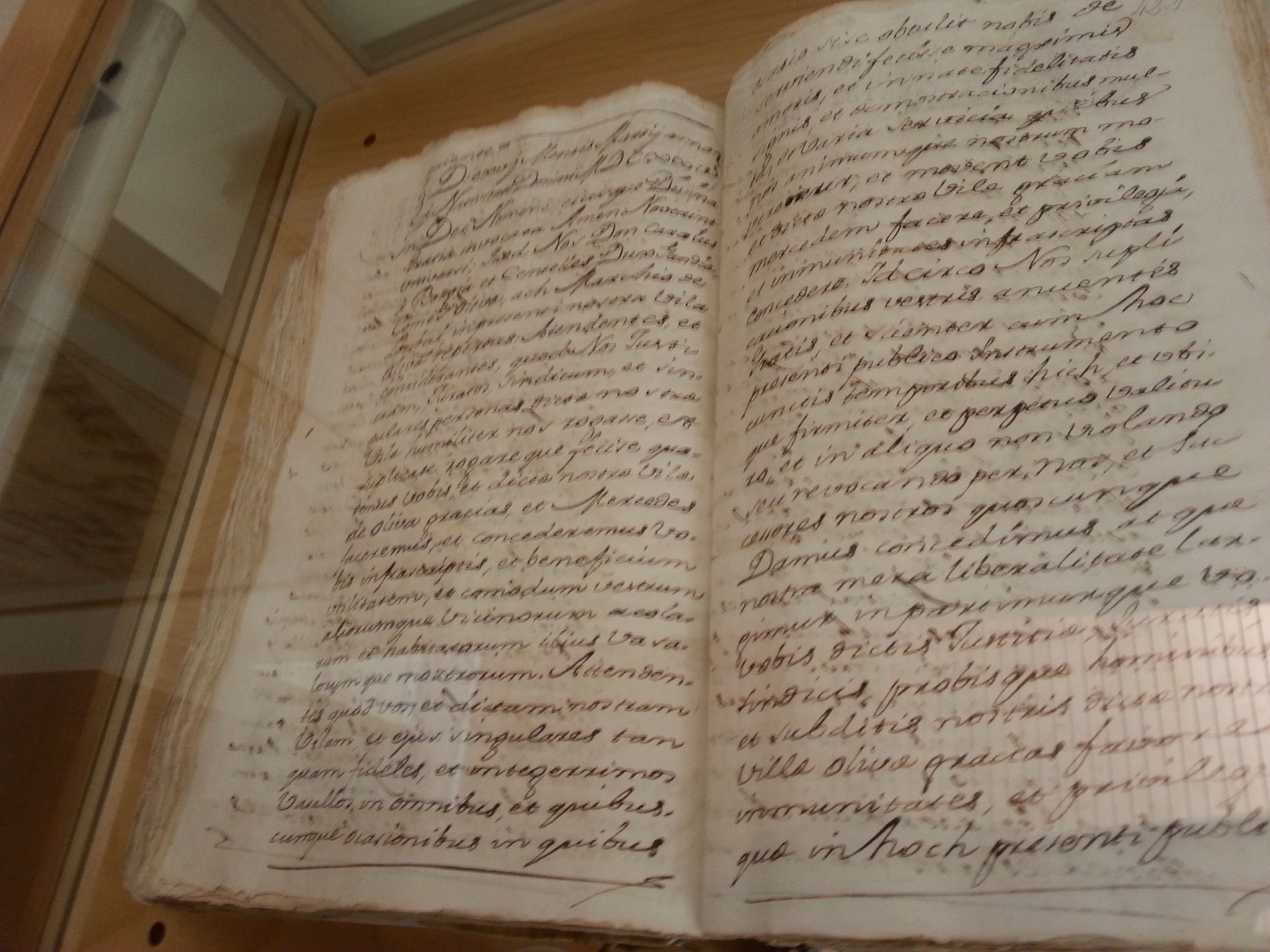
Carta Puebla de Oliva (1625)

Será en el siglo XVIII cuando, junto con el resto del desaparecido Reino de Valencia, se inicie un periodo de recuperación que tendrá como punto destacable no solo el aspecto económico, sino fundamentalmente el cultural.[cita requerida] En la división provincial de 1822 fue adscrita a la provincia de Játiva y en la división de 1833 a la de Alicante, pasando definitivamente a Valencia en 1847. En el Diccionario de Madoz (1845-1850) aparece la siguiente descripción:

OLIVA: v[illa] con ayunt[amiento] [...] de la prov[incia] de Alicante (13 leg[uas]) [...] Sit[uada] al pie del monte de Sta. Ana [...] Tiene 1,200 casas bajas y de mala distribucion, las cuales forman varias calles algo pendientes, y 4 plazas; un palacio del duque de Gandia, señor del pueblo, un hospital [...] 2 escuelas de niños, una de ellas superior [...] 2 igl[esias] parr[oquiales], una en la pobl[ación] dedicada á Sta. Maria [...] y otra en el arrabal titulada de San Roque [...] un monast[erio] de monjas franciscanas de Sta. Isabel [...] un convento que fue de religiosos franciscanos, cuyo edificio sirve de cuartel de carabineros; una ermita en la v[illa], otra á su entrada por el S., y 2 en el térm[ino], dedicadas á Sta. Ana y San Pedro, la primera de las cuales está arruinada; el cementerio dista unos 300 pasos de la pobl[ación] y no perjudica á la salud [...] Los caminos son de herradura á escepcion del carretero, que procediendo de Denia se dirige por dentro del pueblo hácia Valencia; su estado es bueno [...] Prod[ucción]: trigo, maiz, seda, vino, aceite, algarrobas, pasas, naranjas, arroz, legumbres y verduras; mantiene ganado lanar. Ind[ustria]: la agrícola [...] Pobl[ación]: 1,401 vec[inos], 5,615 alm[as] [...]
Diccionario de Madoz

## Demografía
Oliva (Valencia) cuenta con una población de 26 122 habitantes (INE 2024).
| Gráfica de evolución demográfica de Oliva entre 1842 y 2021                                                         |
| |
| Población de derecho según los censos de población del INE Población de hecho según los censos de población del INE |

En 1510 se censaron 710 familias en Oliva (unos 2840 hab.), prácticamente las mismas que en Gandía, la mitad de las cuales eran musulmanas. En 1609 tenía 385 casas de cristianos viejos y 350 de moriscos o cristianos nuevos, que fueron expulsados al Norte de África por el puerto de Denia. En 1646 solo tenía 452 casas, que habrían aumentado a 656 en 1713 y casi se duplicaron en el transcurso del siglo XVIII, hasta sumar algo más de 5000 habitantes en 1786. Desde entonces su crecimiento demográfico ha sido constante, aunque mucho más moderado que en Gandía. En 1887 tenía Oliva 8779 habitantes; en 1950 había crecido a 13 343 y en 1981 rozaba ya los 20 000. En 2003 el padrón registraba un total de 22 768 habitantes, de los que 20 687 correspondían a la capital municipal, 1650 a la playa y el resto a casas diseminadas. Oliva contaba con una población de 27 374 habitantes en 2007 (INE), de la que un 18,32 % estaba constituido por ciudadanos de nacionalidad extranjera. El porcentaje de extranjeros se situó en el 26,29 % en 2011.
El desempleo de la ciudad era del 9,7 % en 2011. El último dato disponible sobre ingreso medio en Oliva, era de 22 400€ por persona en 2011.

### Urbanismo
Oliva está edificada en la vertiente oriental del cerro de Santa Anna, sobre la que se asientan los restos del castillo y la ermita que da nombre al cerro. Está formada por un extenso casco antiguo de morfología rural con barrios de casas humildes y otras agrupaciones, completada por los ensanches de trazados rectilíneos posteriores al siglo XVIII que se extienden por el llano.
Se distinguen cuatro barrios tradicionales: Santa María, Sant Roc, El Pinet y Sant Francesc, a los cuales hay que añadir el ensanche de los últimos años. El área más antigua corresponde al barrio de Santa María, donde se levanta la iglesia de Santa María la Mayor. Este espacio originario fue amurallado en el siglo XV por Serafín de Centelles con una cerca en la que se abrían los portales del Mar, del Molí, del Raval, del Pi y del Carme. En la parte más elevada se encontraba el palacio de los Centelles. El antiguo camino real de Valencia a Denia seguía las calles de Les Moreres y Major. A poniente de este núcleo se desarrolló a partir del siglo XIII la morería, o barrio del Raval, en torno a la mezquita que precedió a la iglesia de San Roque.
A comienzos del siglo XVIII sus murallas fueron derribadas por orden de Felipe V como castigo por el apoyo de Oliva a la causa del archiduque Carlos de Austria. Durante el siglo XIX la expansión urbana siguió ocupando las laderas del cerro, mientras que en dirección a Fuente Encarroz se traspasó el barranco y empezó a configurarse el barrio del Pinet. La construcción del ferrocarril Carcagente-Denia y de la carretera Valencia-Alicante (actual N-332) por la parte baja de la ciudad marcaron las directrices y, en el caso de la vía férrea, el límite al crecimiento durante varias décadas. El crecimiento demográfico a partir de la década de 1950 potenció la creación de nuevos barrios en el entorno de las calles del Barranc y de Les Covatelles, al tiempo que se iba rellenando el espacio intermedio entre la carretera y la vía férrea, tomando como referencia principal la avenida de Valencia. El cierre de la línea férrea en 1974 marcó el inicio de una nueva etapa urbana, al convertir el viejo trazado en una amplia avenida arbolada en torno a la cual han ido multiplicándose en las tres últimas décadas los grandes bloques de viviendas. Perpendicular a esta gran arteria se ha venido desarrollando otra nueva en dirección al mar, junto al cual se ha configurado a su vez una gran zona veraniega y residencial, en la que alternan los bloques de apartamentos con los chalets y las viviendas adosadas.

## Economía
Oliva ha sido tradicionalmente una población eminentemente agrícola. Los árabes introdujeron el cultivo de la caña de azúcar, siendo ésta, junto con la seda, la base económica de Oliva durante toda la Edad Media y parte de la Edad Moderna. La expulsión de los moriscos en 1609, no impidió la continuidad de este cultivo hasta mediados del siglo XVIII, como testimonia Gregorio Mayans, si bien Cavanilles, en 1794, ya no menciona este cultivo. A partir de entonces fue la morera la que marcaría el paisaje agrario hasta mediados del siglo XIX, cuando fue sustituida por el naranjo y el arroz. El naranjo tiene en la actualidad el carácter de monocultivo, mientras que el arroz fue abandonado en la década de 1960 y las antiguas marjales han vuelto a su estado natural. La superficie cultivada asciende a 3460 ha, de las que 3430 están en regadío. El secano ha sido sustituido por urbanizaciones o simplemente abandonado por su escasa rentabilidad. El agua para el riego procede en parte del río Serpis, del que proceden las acequias medievales del Rebollet y Comuna de Oliva.
La industria consiste generalmente en derivados de la producción agrícola para su procesado y comercialización. En 2001 solo ocupaba al 10,7 % de la población activa local, menos que la agricultura (11,8 %) y que la construcción (18,8 %). Oliva destacó en tiempos pasados por una cierta especialización industrial en la rama de la cerámica, aunque actualmente solo funcionan algunas de aquellos viejos ladrillares, habiendo cierta especialización en la cerámica de gamas altas. Al sector terciario correspondía en 2001 el 58,7 % de la población activa, destacando el comercio y el turismo son las actividades más representativas.

#### Evolución de la deuda viva
Por deuda pública se entenderá la deuda bancaria de los ayuntamientos.
La deuda viva no incluye la deuda comercial de las entidades locales, sino únicamente la bancaria.
| Gráfica de evolución de la deuda viva del ayuntamiento entre 2008 y 2022                             |
| |
| Deuda viva del ayuntamiento en miles de Euros según datos del Ministerio de Hacienda y Ad. Públicas. |

## Administración y política
Oliva está gobernada por una corporación local formada por concejales elegidos cada cuatro años por sufragio universal que a su vez eligen un alcalde. El censo electoral está compuesto por todos los residentes empadronados en Oliva mayores de 18 años y nacionales de España y de los otros países miembros de la Unión Europea. Según lo dispuesto en la Ley del Régimen Electoral General, que establece el número de concejales elegibles en función de la población del municipio, la corporación municipal de Oliva está formada por 21 concejales. La sede actual del Ayuntamiento olivense está en la plaza del Ayuntamiento.
El Ayuntamiento de Oliva está actualmente formado por 10 concejales de Projecte Oliva, 2 de UCIN, 4 del PSOE, 3 de Compromís y 2 del PP.
| Periodo   | Nombre                                                                                     | Partido            |
| --------- | ------------------------------------------------------------------------------------------ | ------------------ |
| 1979-1983 | Vicente Llopis Sifres                                                                      | PSPV-PSOE          |
| 1983-1987 | Felipe Oltra                                                                               | PSPV-PSOE          |
| 1987-1991 | Pepe Llorens                                                                               | AP / PP            |
| 1991-1995 | Vicent Monzonís                                                                            | PSPV-PSOE          |
| 1995-1999 | Enrique J. Orquín Morell                                                                   | PP                 |
| 1999-2003 | Enrique J. Orquín Morell                                                                   | PP                 |
| 2003-2007 | Salvador Fuster Mestre                                                                     | PSPV-PSOE          |
| 2007-2011 | Salvador Fuster Mestre                                                                     | PSPV-PSOE          |
| 2011-2015 | Chelo Escrivá David González (desde 13/07/12) Salvador Fuster Mestre (desde enero de 2014) | PP Bloc PSPV-PSOE  |
| 2015-2019 | David González                                                                             | Compromís          |
| 2019-2023 | David González Yolanda Balaguer (desde 17/09/2021)                                         | Compromís          |
| 2023-act. | Yolanda Pastor Bolo                                                                        | Projecte Oliva PRO |

## Patrimonio

### Patrimonio religioso

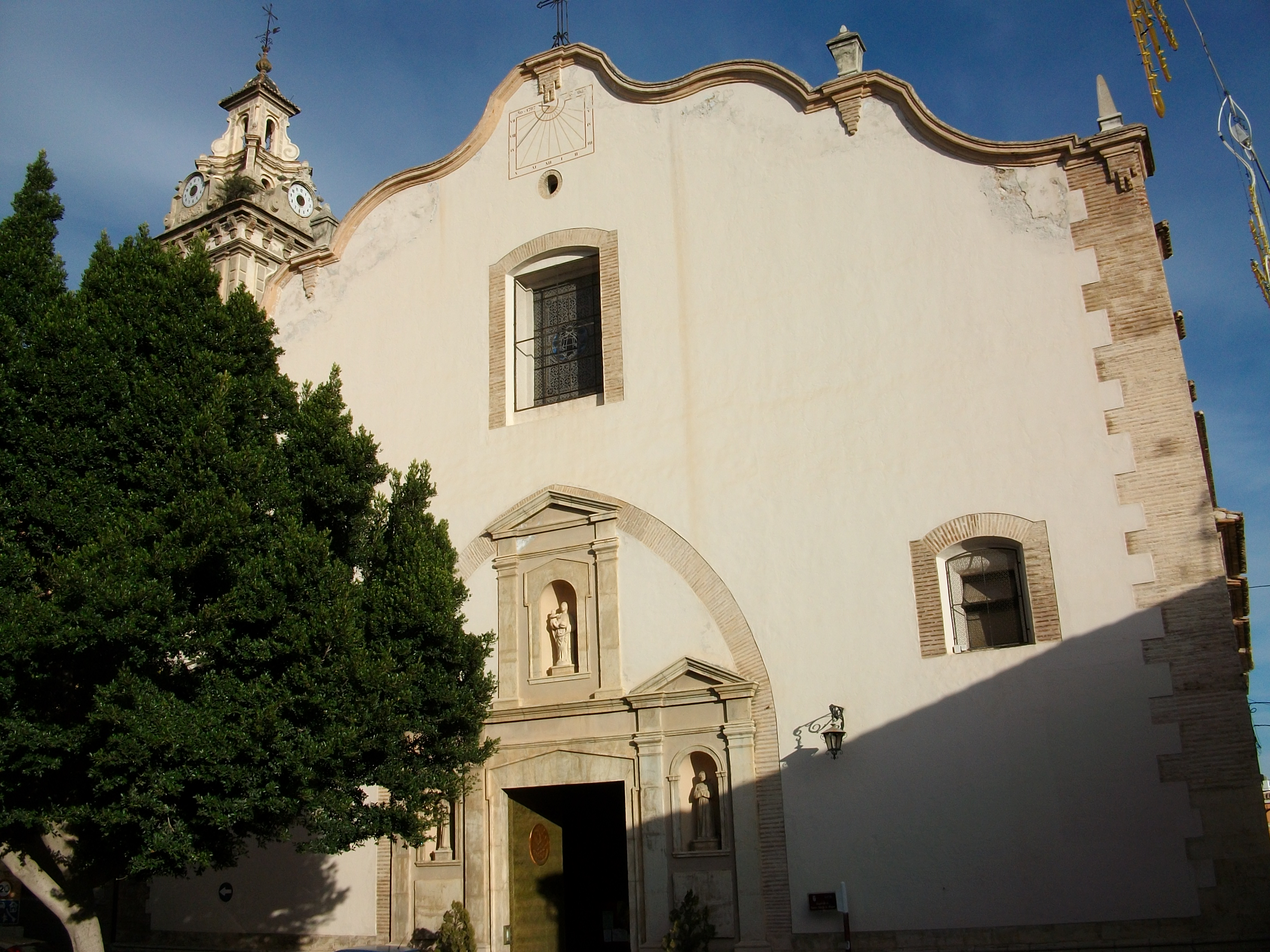
Iglesia de Santa María la Mayor

- Iglesia de Santa María la Mayor (Església de Santa Maria la Major): se trata de un templo de grandes proporciones y con tres naves de estilo neoclásico, construido a lo largo de todo el siglo XVIII (inaugurada oficialmente en 1787) en sustitución del templo anterior, iglesia desde 1244, del que se conserva una capilla gótica restaurada y el arco apuntado gótico-mudéjar de una puerta.[3] Está construida sobre un gran desnivel, lo que facilitó la apertura de una espaciosa cripta que ocupa gran parte del área del templo.[15]
- Iglesia de San Roque (Església de Sant Roc): data del siglo XIX y está edificada sobre un templo anterior, una antigua mezquita convertida en iglesia en 1526 y ampliada entre 1582 y 1591.[3] Las pechinas de la iglesia están pintadas al fresco por Antonio Cortina Farinós.[cita requerida]
- Iglesia de San Francisco de Asís ( Església de Sant Francesc d’Assís). Está situada al lado de la carretera general N-332. Construida en 1954, en ella se venera la imagen de San Francisco de Asís patrón de Oliva, su día de celebración es el 4 de octubre.
- Capilla de la Virgen del Rebollet (Capella de la Mare de Déu del Rebollet): está ubicada dentro el conjunto del convento y colegio de las Hermanas Carmelitas, data del siglo XVII y en ella se venera la imagen trasladada desde el castillo del Rebollet, fechada en el siglo XIII y que constituye una de las representaciones marianas más antiguas del territorio valenciano.[3]
- Ermita de San Vicente (Ermita de Sant Vicent): se levantó en 1726 sobre un antiguo portal de la muralla.[3]
- Ermita de San Antonio (Ermita de Sant Antoni): data del siglo XVIII.[3]

### Patrimonio militar y civil

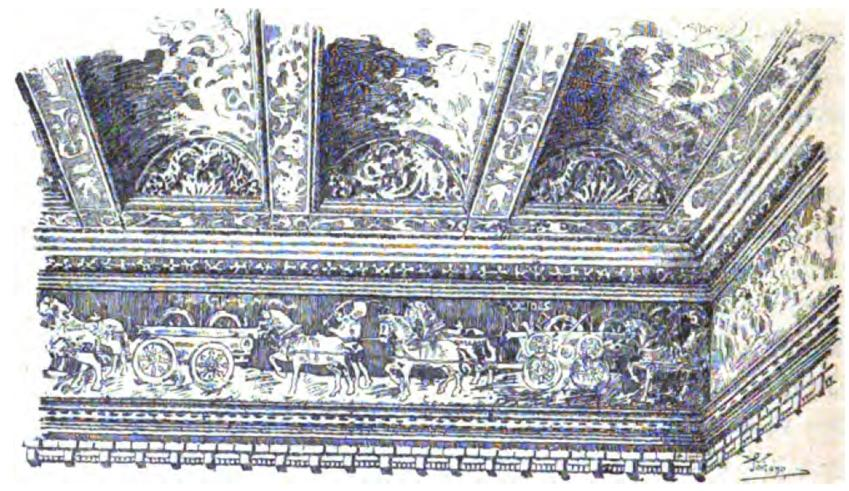
Friso y techo del desaparecido palacio condal; grabado de 1889

- Aula de Latinidad: también conocida como Aula de Gramática, construida bajo el patrocinio de Gregorio Mayans en el siglo XVIII y que hoy sirve como aula de estudio.[3]
- Palacio de los Centelles: no se conservan más que una torre y restos de muros de este palacio, edificio de estilo gótico renacentista que, construido en los siglos XV y XVI,[3] dominaba la villa y servía de plaza fuerte y punto de vigilancia.[9] La casa de Osuna lo vendió a mediados del siglo XIX por 30 000 reales, que dedicó a mejoras en la iglesia de Santa María. Por la mitad del edificio se abrió la actual calle del Palau, atravesando el patio claustral, para lo que se demolió la escalera de honor.[16] A principios del siglo XX todavía conservaba artesonados, molduras afiligranadas y los azulejos del pavimento. Destacaba sobre todo un friso que, sobre fondo azul, mostraba en blanco y negro numerosas figuras que representaban un ejército en marcha.[10] Fue desmantelado totalmente para construir viviendas, trasladándose sus piezas más notables a Dinamarca y por diversos museos.[3]
- Castillo del Castellar
- Castillo de Santa Ana (Oliva)
- Torre de Oliva

## Cultura

### Museos
- Museo Arqueológico (Museu Arqueològic): Sus fondos recogen, esencialmente, la historia de Oliva y su comarca desde la Prehistoria a la Edad Media. Destacan la colección de fósiles, los materiales paleolíticos y neolíticos, la colección de cerámica islámica, así como también las piezas cerámicas de reflejo metálico del siglo XV; las escudillas azules y los azulejos del siglo XVII. Cabe reseñar igualmente que el museo expone una sala monográfica dedicada al Palacio Condal de Oliva.[17]
- Museo de la Ilustración (Museu de la Il·lustració): puede contemplarse cómo era una casa señorial del siglo XVIII.[3]
- Museo Etnológico (Museu Etnològic): El Museo tiene su sede en una casa señorial del siglo XVI situada en el Carrer Tamarit en pleno centro medieval. El museo tiene una exposición permanente dedicada a representar las diferentes formas de vida y sectores económicos que en el pasado han caracterizado la ciudad, desde las plantaciones de arroz, la generación de aceite de oliva, las viñas, cereales o la producción de seda hasta llegar a la explotación de la naranja. También se puede visitar una reproducción de una habitación de época, una cuadra, y de diversos elementos de la vida cotidiana de antaño.

### Fiestas

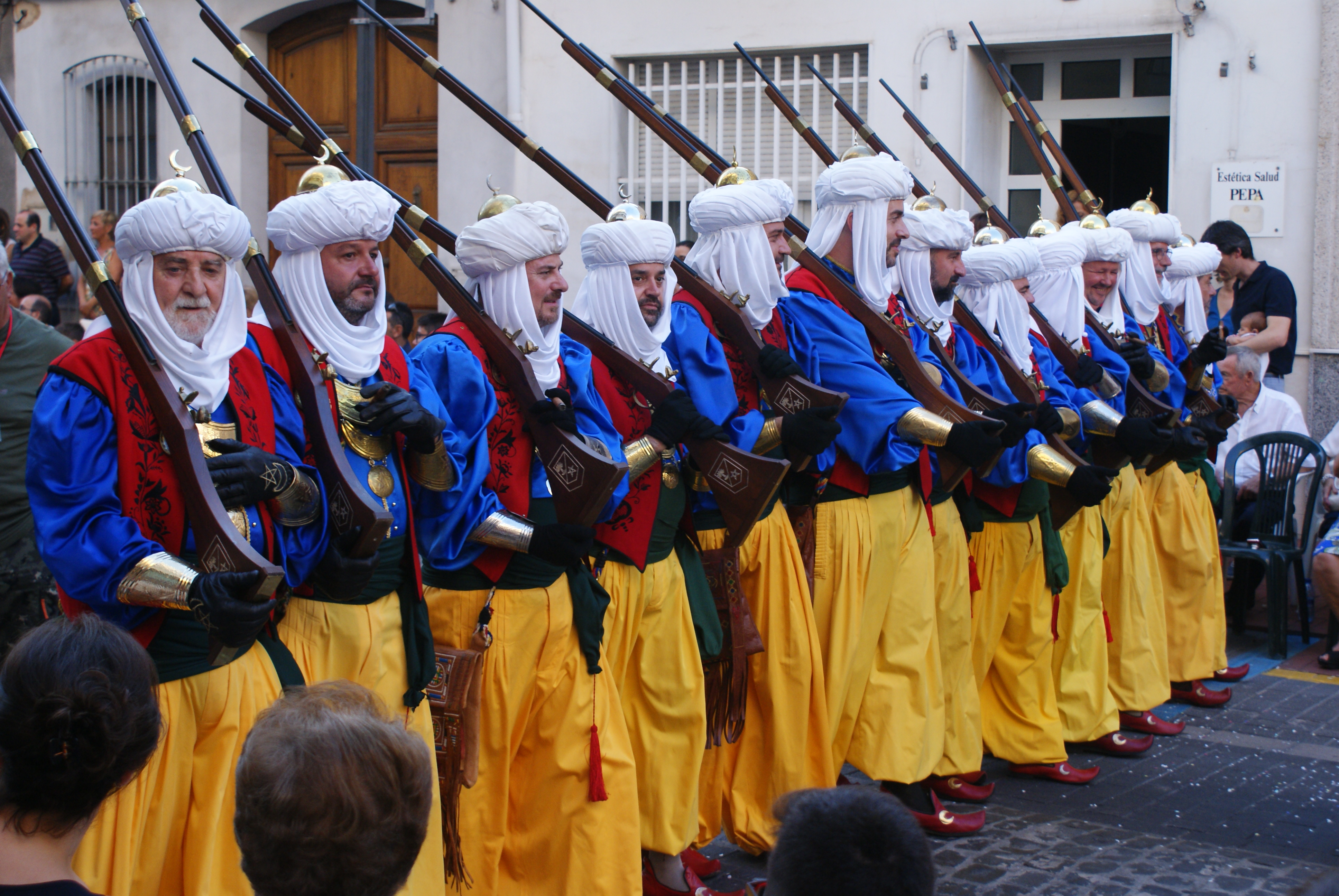
Filà Marraqueix durante el desfile de 2016 de Moros y Cristianos de Oliva

- Fiestas Mayores: Celebra sus fiestas oficiales el 4 de octubre Sant Francesc de Asís y el 8 de septiembre a la Virgen del Rebollet, patronos ambos de la ciudad.[3]
- Fallas: Implantadas en la población desde 1981, tiene sus origen en 1956.[cita requerida]
- Moros y Cristianos: Implantadas en la población en 1921, celebraron su centenario el pasado 2021, después de ser declaradas como fiestas de Interés Turístico Autonómico en 2009.Empiezan el tercer jueves de julio y acaban el siguiente domingo.[3]
- Semana Santa: una semana de continuas procesiones.